# Анатолиј Лукјанов
Анатолиј Иванович Лукјанов (рус. Анатолий Иванович Лукьянов; 7. мај 1930 — 9. јануар 2019) је био совјетски и руски политичар који је служио као председник Врховног совјета Совјетског Савеза од 15. марта 1990. до 22. августа 1991. Био је један од оснивача Комунистичке партија Руске Федерације 1993. Био је један од првих политичких савезника Михаила Горбачова, подржавајући га по питањима као што су борба против корупције и почетка реформе у привреди. Међутим од 1987. или 1988. се све више повезивао са тврдом линијом у Комунистичкој партији Совјетског Савеза предвиђајући да ће Горбачовјеве политике довести до распада Совјетског Савеза. После неуспеха државног удара у августу 1991. Лукјанов је ухапшен и држан у притвору 15 месеци због сумње за умешаност у државни удар, што је Лукјанов порицао. Био је биран као посланик у прве три Думе 1993, 1995 и 1999. године.